# August Van Dievoet

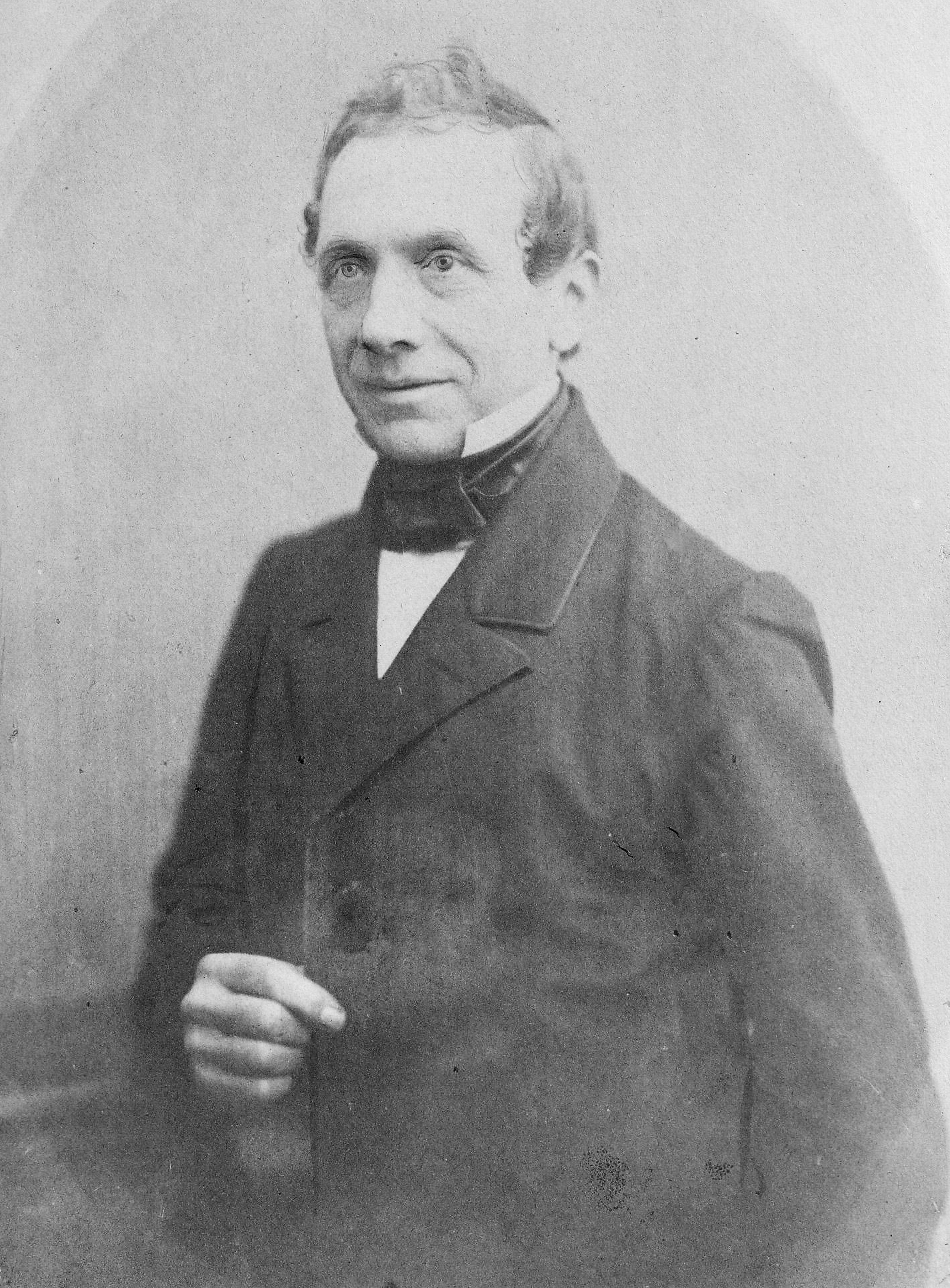
Portret

August Van Dievoet (Brussel, 3 mei 1803 - aldaar, 31 oktober 1865) was een Belgisch rechtshistoricus, jurisconsult en advocaat bij het Hof van Cassatie.

## Biografie

### Familie
August Van Dievoet was een telg uit het geslacht Van Dievoet. Hij was een zoon van Jean-Louis Van Dievoet (1777-1854), secretaris van het parket van het Hof van Cassatie, en Jeanne Wittouck (1781-1849), dochter van Willem Wittouck, advocaat, rechtsgeleerde en raadsman bij de Raad van Brabant. Hij was een broer van Eugène Van Dievoet, rechter in de handelsrechtbank van Brussel, en een neef van Nicolas Félix Van Dievoet gezegd Vandive, onder meer advocaat bij het Parlement van Parijs, en Félix-Guillaume Wittouck, likeurstoker, suikerraffinadeur en burgemeester van Sint-Pieters-Leeuw.
Hij trouwde in 1839 in Doornik met Antoinette Coniart (1819-1885). Ze kregen twee zoons en een dochter.
- Hélène Van Dievoet (1842-1895), trouwde in 1866 in Brussel met Victor Pecher (1832-1918), consul in Rio de Janeiro, zoon van Charles Pecher, medeoprichter van de Liberale Partij in Antwerpen. Het huwelijk bleef kinderloos.
- Jules Van Dievoet (1844-1917), advocaat bij het Hof van Cassatie, trouwde in 1874 in Brussel met Marguerite Anspach (1852-1934), dochter van Jules Anspach, burgemeester van Brussel en volksvertegenwoordiger. Ze kregen twee zoons en een dochter, met afstammelingen tot heden.

### Loopbaan
Van Dievoet studeerde rechten aan de Rijksuniversiteit Leuven, was doctor in de rechten in 1827 en maakte zijn eed van advocaat op 7 april 1827 in de tijd van de Verenigd Koninkrijk der Nederlanden.
Op 9 augustus 1848, na een loopbaan van één en twintig jaren als advocaat bij het Hof van Beroep, werd August Van Dievoet door Koninklijke Besluit van 3 august 1848 advocaat bij het Hof van Cassatie genoemd, maar toen na een loopbaan van tien jaren, kreeg hij de eerste aanvallen van de ziekte die hem vijf jaar later zal wegnemen, en verliet hij dan deze functie op 19 januari 1859 ten gunste van Auguste Beernaert, de toekomstige Nobelprijs voor de Vrede, die hem bij Koninklijk Besluit van 18 april 1859 opvolgde . Hij koos dan de stiller functie van griffier bij de Rechtbank van Koophandel van Brussel, de enige jurist van dit hof, en die hij tot zijn dood op 31 oktober 1865 op de leeftijd van 62 jaar waarnam.

## De stichting van de bibliotheek van de balie van Brussel in 1842
Het was een kleine groep advocaten, onder leiding van August Van Dievoet, die in 1842 de idee gelanceerd heeft om een bibliotheek van de Brusselse balie te stichten. Op de vergadering van 17 maart 1842 van de balie stelde hij voor om deze bibliotheek in de vergaderzaal van de Orde te vestigen en de toegang tot de leden van de balie te openen om hun pleidooien te kunnen verrijken.

### Anekdote
Hij was in 1834 een van de stichters van de hernieuwde Société des Douze.

## Publicaties
- Dissertatio inauguralis juridica de origine diversarum consuetudinum localium regni nostri, Lovanii, 1827.
- De l'origine des diverses coutumes locales du royaume de Belgique, Louvain, Briard, 1848,
- De l'origine des diverses coutumes locales du royaume de Belgique, in La Belgique Judiciaire, tome VI.